# Desa Margahayu (administrativ by i Indonesien, lat -7,36, long 108,30)
Desa Margahayu är en administrativ by i Indonesien.   Den ligger i provinsen Jawa Barat, i den västra delen av landet, 200 km sydost om huvudstaden Jakarta.